# Arvis Vilkaste
Arvis Vilkaste (* 8. April 1989 in Balvi) ist ein lettischer Bobsportler.

## Werdegang
In der Saison 2013/14 gewann er in St. Moritz und Igls seine ersten beiden Weltcuprennen im Viererbob. Bei diesen Weltcups war er als Anschieber von Oskars Melbārdis aktiv.
Arvis Vilkaste startete bei den Olympischen Winterspielen 2014 im Viererbob als Anschieber von Oskars Melbārdis. Zusammen mit diesem, Daumants Dreiškens und Jānis Strenga wurde er Olympiasieger. In derselben Formation wurde Vilkaste 2015 Europameister und gewann Bronze bei der Weltmeisterschaft. Im darauffolgenden Jahr wurde er in Igls Weltmeister im Viererbob, wiederum mit Melbārdis, Dreiškens und Strenga.
Vor seiner Karriere im Bobsport war er als Leichtathlet aktiv. Mit der Staffel über 100 m gewann er 2008 die lettischen Meisterschaften.